# Аллоа
А́ллоа (англ. Alloa, гэльск. Allmhagh, скотс Allowae) — город в центральной части Шотландии. Административный центр округа Клакманнаншир. Расположен на северном берегу реки Форт, в 3 км к западу от города Клакманнан и в 11 км к востоку от Стерлинга.
Название города произошло от гэльского слова ath-luath, что в переводе означает «быстрые воды» или «текущая вода».

## История города
Город впервые упоминается в документах 1398 году, когда король Роберт III пожаловал сэру Томасу Эрскину баронство Аллоа. Члены клана Эрскин благоустроили поселение, в частности ими была основана местная церковь, благодаря чему жителям больше не приходилось отправляться на молитву в близлежащие города Клакманнан или Таллибоди.
В 1565 году королева Мария Стюарт даровала Джону Эрскину, одному из своих верных сторонников, титул графа Мара. Чета Эрскинов были дружна с королевой. Однажды Мария Стюарт вместе с сыном, будущим королём Англии и Шотландии Яковом I, нанесла визит в фамильный замок Эрскинов — башню Аллоа. В 1571-1572 годах 1-й граф Мара правил Шотландией в должности регента при малолетнем Якове.
Джон Эрскин, 6-й граф Мара, привнес большой вклад в развитие Аллоа. Благодаря его усилиям была благоустроена городская гавань, а в 1710 году Аллоа стал таможенным портом. На городских складах купцы Глазго хранили табак и сахар, предназначенные на экспорт в континентальную Европу. В 1713 году по инициативе графа Мара была сооружена Гартморнская дамба — самое большое искусственное озеро в Шотландии — и водяные колеса. Появление нового источника энергии способствовало развитию угледобычи в Клакманнаншире, что в свою очередь вызвало быстрый индустриальный рост города.
К середине XIX века население Аллоа составляло 6440 человек. Портовые доки ежегодно обслуживали около 2 000 судов, а размер угледобычи равнялся 175 тысячам тонн угля в год. 
Также город был знаменит своими пивоварнями. В 1750 году леди Френсис Эрскин основала в Аллоа стекольный завод, который в 1908 году первым в Великобритании перешёл на полностью автоматизированное производство. В 1955 году завод стал частью концерна United Glass.

## Экономика
В начале XX века развитие города приостановилось. Многие мелкие компании обанкротились либо были поглощены большими корпорациями. В 1950 году прекратил свою деятельность городской порт, а в 1960-х годах закрылась железнодорожная станция. В настоящий момент основные сферы экономики города — это стекольное производство и текстильная промышленность.

## Достопримечательности
- Башня Аллоа, фамильный замок клана Эрскин